# Christine Pillhofer

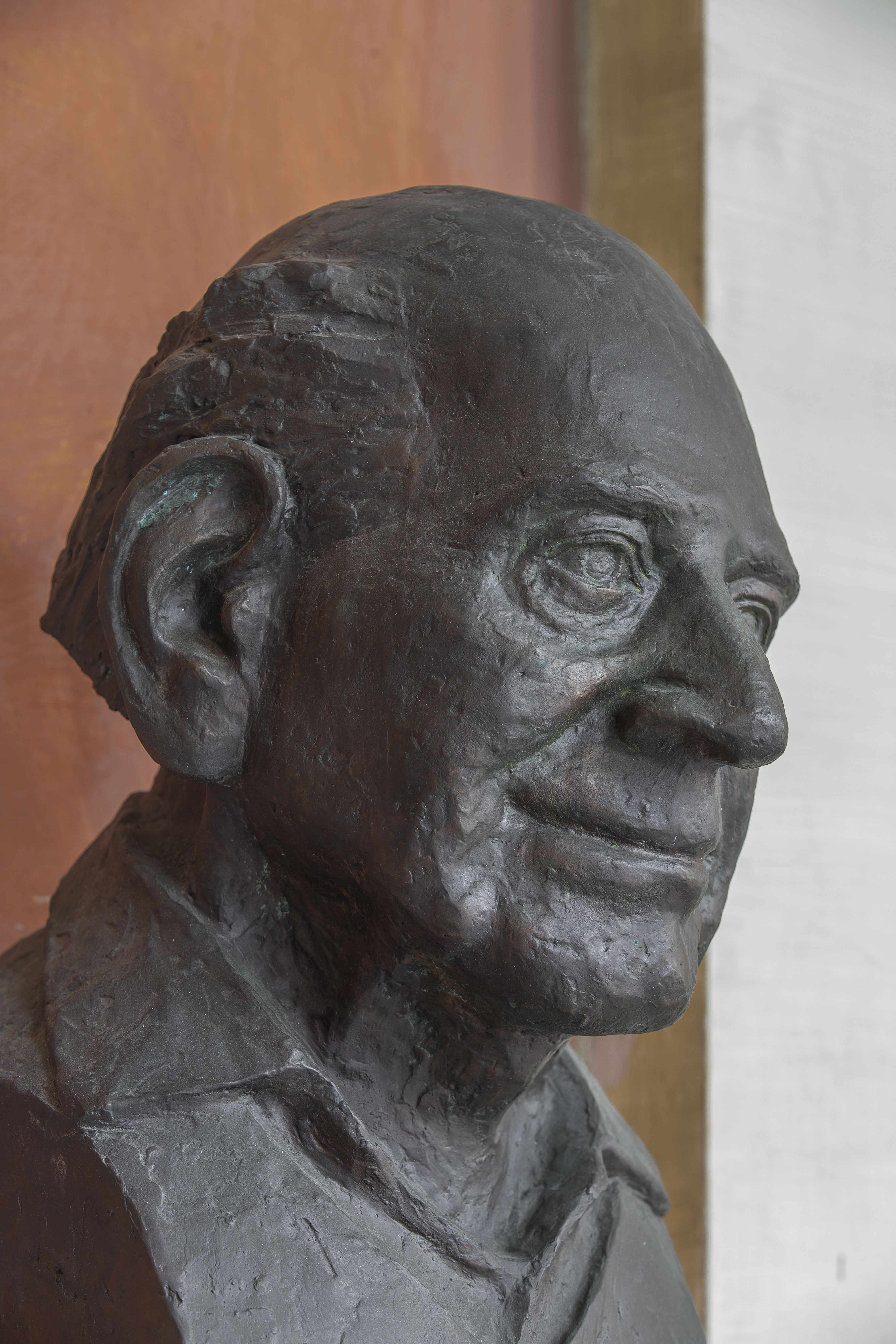
Die von Pillhofer geschaffene Büste von Karl Popper im Arkadenhof der Universität Wien

Christine Pillhofer (* 1954 in Wien; † 10. Jänner 2018 ebenda) war eine österreichische freischaffende Malerin und Bildhauerin. Das von ihr geschaffene Denkmal für Karl Popper wurde am 7. Juli 2002 anlässlich seines 100. Geburtstages im Arkadenhof der Universität Wien enthüllt.

## Leben
Christine Pillhofer setzte sich bis zu ihrem 14. Lebensjahr intensiv mit klassischem Ballett auseinander und nahm unter anderem auch Unterricht in Akrobatik, freiem Tanz, Malen und Zeichnen. Im Zuge dessen trat sie auch im Fernsehen auf. Gleichzeitig nahm sie Klavierunterricht und hatte ihren ersten Auftritt mit 14 Jahren im Mozartsaal des Wiener Konzerthauses als Solopianistin mit Orchester. Ihre Leidenschaft war die Musik und der Tanz. Ihr großes Ziel war Konzertpianistin – aus gesundheitlichen Gründen musste sie dies aufgeben und widmete sich seitdem der Bildhauerei und dem Zeichnen. Sie besuchte die Modeschule in Hetzendorf und begann danach auch eine Keramiklehre. Nach Abschluss ihrer Schulzeit „tingelte“ sie laut eigener Angabe als Blues-Harmonika Spielerin durch die Lokale Wiens.
1977 beteiligte sie sich am internationalen Bildhauer-Symposium und Wettbewerb in Wien-Oberlaa und erlangte dort den 2. Preis. Seither war sie autodidaktisch tätig und nahm an zahlreichen Gruppen- und Einzelausstellungen im In- und Ausland teil. In fast allen ihren Arbeiten sind Elemente des Tanzes und der Bewegung zu erkennen. Als Spezialgebiet innerhalb der Bildhauerei fertigte sie Porträtbüsten, die fast ausschließlich nach Fotos hergestellt wurden. Büsten aus ihrer Hand sind in Wien unter anderem im Bruno-Kreisky-Park, im Arkadenhof der Universität und im neuen AKH zu sehen. Sie lebte und arbeitete in Wien und Istrien (Kroatien). Ihr Vater Josef Pillhofer (1921–2010) war ebenfalls Bildhauer.
Die Künstlerin äußerte sich zu ihren Werken in folgenden Worten: „Meine Kunst ist absichtslos, sie ist nicht das Ergebnis eines Willensaktes, sondern entspringt einem Geist, der sich in Hingabe seinen Eingebungen öffnet, und in Konzentration darauf als Form materialisiert“.

## Werke im öffentlichen Raum
- Kurzentrum Oberlaa, Steinskulptur

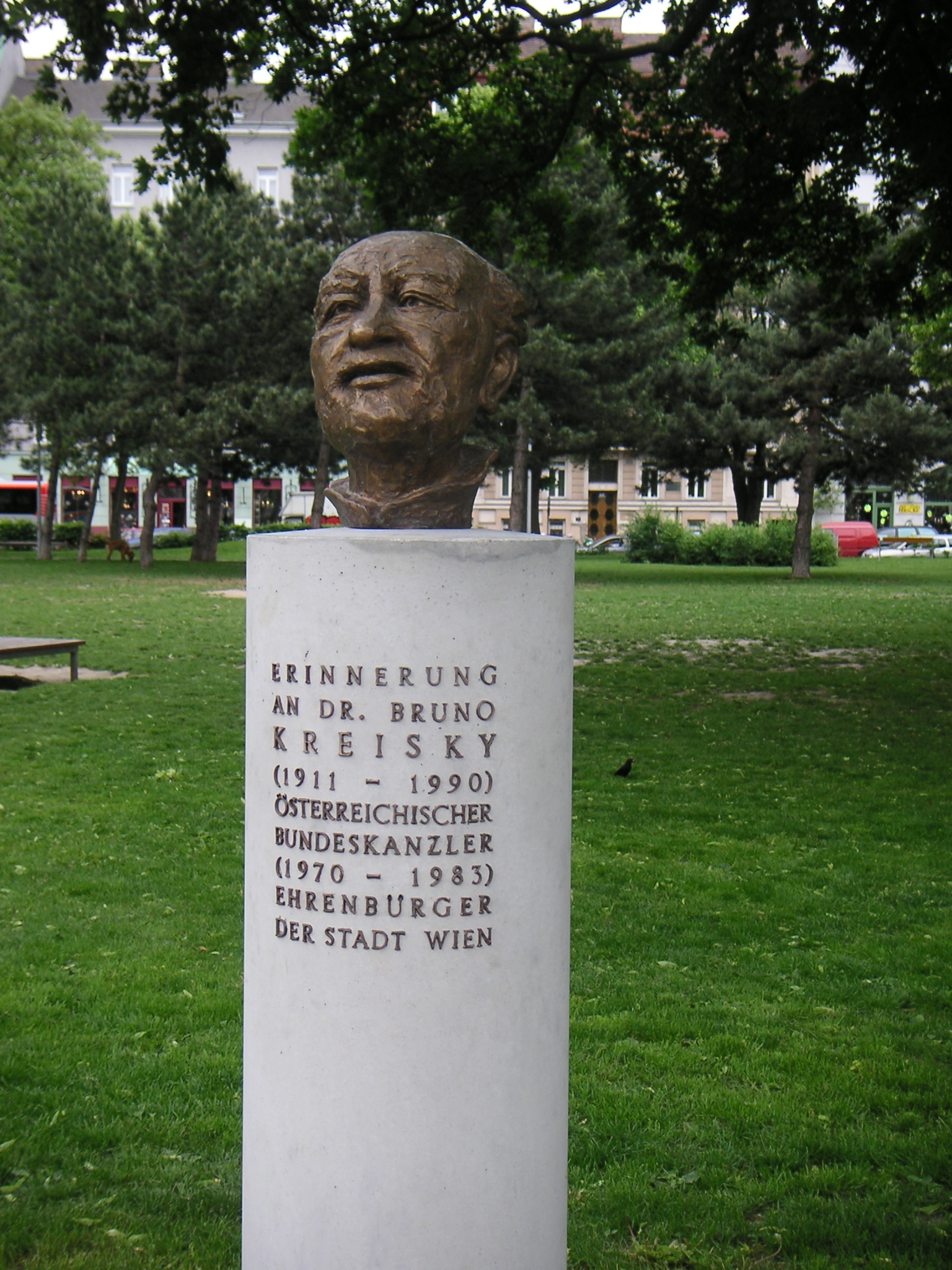
Bronzebüste „Bruno Kreisky“

- AKH Wien, Bronzebüste „Hans Strotzka“
- Hallenbad Mödling, Bronzeplastik
- Elektropathologisches Museum Wien, Bronzebüste „Gottfried Biegelmeier“
- Universität Wien, Bronzebüste Denkmal Karl Popper
- Bruno-Kreisky-Park

## Texte (Auswahl)
- Kunst und Natur, 1978
- Musik, Tanz und Bildende Kunst, 1980
- Das Wesenhafte der Bildende Kunst, 1982
- Gedanken zur Bildhauerarbeit an einer Portraitbüste, 1983
- Kunst und Natur – Natur und Leben, 1995
- Bewegung und Beweglichkeit, 1996
- Kunst als Behauptung, 1998

## Auszeichnungen
- 1977: 2. Preis, Internationales Bildhauersymposium Wien-Oberlaa
- 1986: Theodor-Körner-Preis